# If I Fell
Az If I Fell az angol rockegyüttes, a The Beatles dala, amely először 1964-ben jelent meg az A Hard Day's Night albumon az Egyesült Királyságban és az Amerikai Egyesült Államokban, valamint az észak-amerikai régióban a Something New című albumon. John Lennon írta, és Lennon–McCartney szerzeményként jelölték meg. "Ez volt az első próbálkozásom, hogy igazi balladát írjak" – nyilatkozta Lennon az 1980-as Playboy-interjújában. Paul McCartney később kijelentette, hogy ő is közreműködött a dal megírásakor:"Együtt írtuk az "If I Fell"-t."

## A dal szerkezete
A dal egy megismételhetetlen bevezetővel kezdődik, amelyet Lennon énekel, majd egy szabványos AABA zenei formula következik. Minden, a B szakaszt megelőző versszak (más néven híd vagy középső nyolcas) kissé eltérő befejezéssel rendelkezik, ami zökkenőmentes átmenetet teremt a két rész között. A dal további része kétszólamú dallamot használ, Lennon az alsó hangokat, McCartney pedig a magasabb hangokat énekli. Lennon bonyolult akkordváltásait is tartalmazza: a bevezető végén a hang esz-mollról D-dúrra változik, amelyet ereszkedő barrés akkordokkal játszanak; a kompozíció többi része főleg nyitott akkordokat használ, köztük egy szokatlan D9-es domináló akkordot.

## Rögzítése és élőben
Lennon és McCartney egyetlen mikrofonon osztozott "a the Everly Brothers-szerű szoros dallamok miatt".
A The Beatles korai dalaikhoz hasonlóan a ezt is két különböző hangzásban, monó és sztereó keverésben adták ki. Lennon nyitóéneke monó változatban egysávos, de sztereó keverésben kétsávos.
Az együttes a dalt előadta az 1964-es amerikai és kanadai turnéjuk során. A dalt a stúdió változathoz képest gyorsabban adták elő, Lennon és McCartney pedig gyakran alig elfojtott nevetéssel énekelték el. Nem egy alkalommal If I Fell Over-ként konferálták fel a dalt.

## Kislemez megjelenése
Az If I Fell az And I Love Her amerikai kislemez B-oldalaként jelent meg a Capitol 5235 sorszám alatt. B-oldalként a Billboard Hot 100 listáján az 53. helyet érte el. Kanadában a 28. helyet érte el. A dal Norvégiában is megjelent, ahol az első helyet érte el.
Az Egyesült Királyságban 1964. december 4-én adták ki a Tell Me Why kislemez A-oldalaként a Parlophone DP 562 sorszám alatt. A kislemezt más piacra szánták, de egyes kiskereskedők mégis eladták a brit piacon. Ott nem került fel a slágerlistára, és a rajongók általában nem tekintik "hivatalos" brit kislemeznek.

## Közreműködött
Ian MacDonald szerint:
- John Lennon – duplázott ének, akusztikus ritmusgitár
- Paul McCartney – duplázott ének, basszusgitár
- George Harrison – 12 húros szólógitár
- Ringo Starr – dob

## Fordítás
Ez a szócikk részben vagy egészben  az   If I Fell című angol Wikipédia-szócikk fordításán alapul.  Az eredeti cikk szerkesztőit annak laptörténete sorolja fel. Ez a jelzés csupán a megfogalmazás eredetét és a szerzői jogokat jelzi, nem szolgál a cikkben szereplő információk forrásmegjelöléseként.

## Forrás

### Magyar nyelvű
- Bánosi György – Tihanyi Ernő: Beatles zenei kalauz. Az együttzenélés és a szólóévek. 1958–1999. Budapest: Anno Kiadó, 1999. ISBN 963-853-895-3
- Barry Miles: Paul McCartney; ford. Lénárt Levente; Cartaphilus, Budapest, 2009 (Legendák élve vagy halva) ISBN 978-963-2660-96-7
- Ian MacDonald: A fejek forradalma. A Beatles és a hatvanas évek. (ford. Révbíró Tibor) Budapest: Helikon Kiadó, 2015. ISBN 978-963-227-468-3
- Marsi József: Beatles Kódex – A Beatles együttes teljes életművének enciklopédiája. (bővített kiadás) Budapest: Könyvműhely, 2022. ISBN 978-615-01-5036-9

## Külső hivatkozás
The Beatles - If I Fell a Youtube-on